# Oxintes
Oxintes (en llatí Oxyntas, en grec antic Οξύντας) va ser un príncep de Numídia, fill de Jugurta.
Va ser portat captiu a Roma junt amb el seu pare després de la guerra de Jugurta, i va desfilar al triomf de Gai Mari l'any 104 aC. No se'l va executar i va ser enviat sota custòdia a Venúsia on va quedar presoner fins al 90 aC quan Gai Papi Mutil un dels principals generals samnites de la guerra social o guerra dels marsis (90 aC-88 aC), el va alliberar i el va coronar a fi i efecte de produir la deserció dels auxiliars númides al servei del general romà Luci Cèsar. Això va tenir èxit i els númides van desertar en gran part, però després no torna a aparèixer. En parla Apià.